# Bergslagen

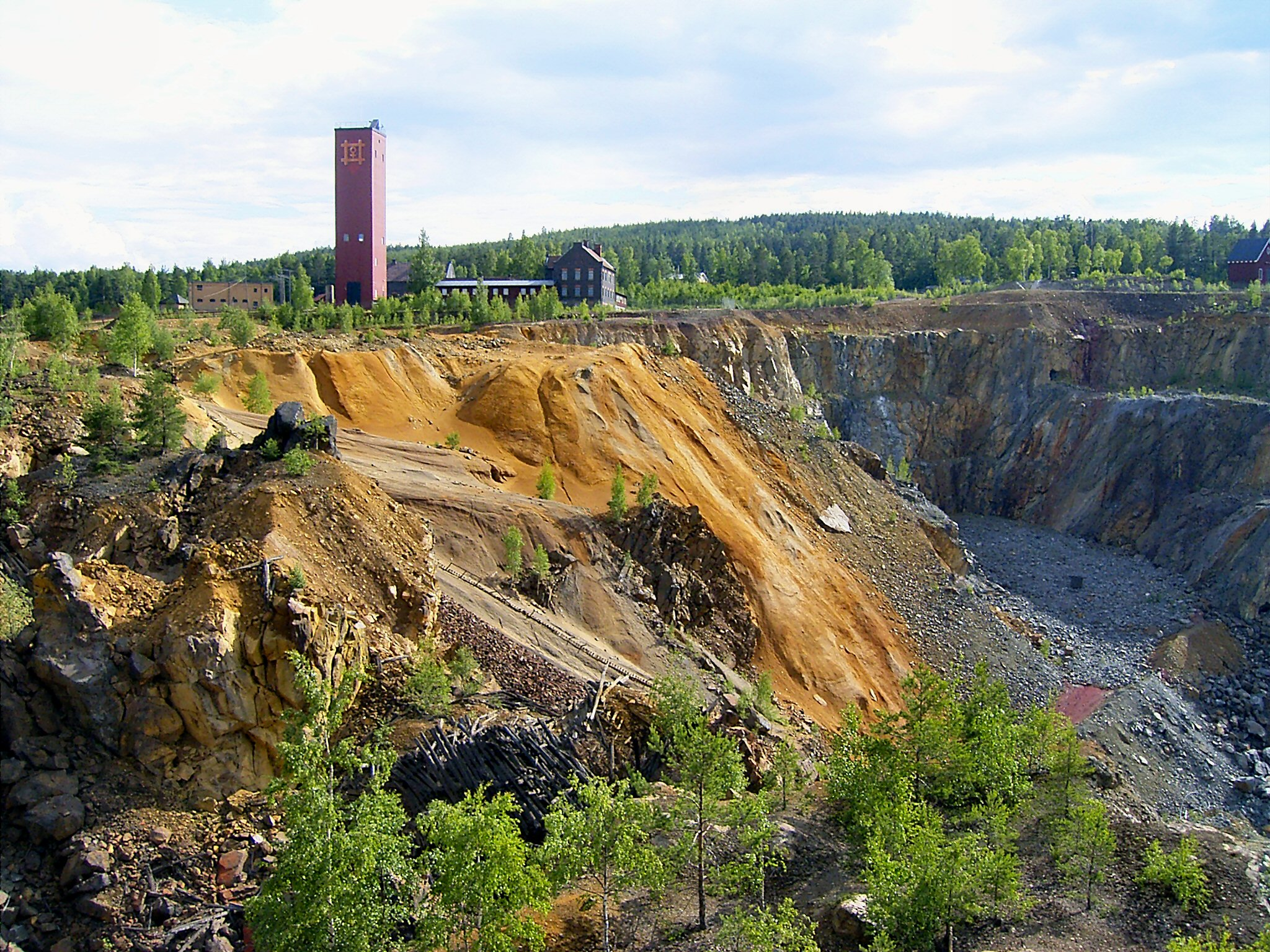
Bergwerk von Falun – Stora Stöten

Mit Bergslagen bezeichnet man das mittelschwedische Bergbaugebiet, das schon im Mittelalter von großer wirtschaftlicher Bedeutung war. Bergslagen umfasst den Ostteil von Värmland, den Norden von Närke und Västmanland, westliche Teile von Uppland und den Süden von Dalarna.
Im Mittelalter, als man Bergbau in großem Umfang betrieb, wurden für die Gebiete rund um die Bergwerke eigene Privilegien und Vorschriften, sogenannte bergslagar (lagar, sv., Plural von lag – dt.: Gesetz), erlassen, um Konflikte zwischen der Landwirtschaft und den Bedürfnissen des Bergbaus oder der Erzverarbeitung zu vermeiden. Ab dem 16. Jahrhundert wurde die Bezeichnung bergslagen auch auf das Gebiet selbst angewandt.
Das Gebiet ist reich an stillgelegten Gruben, die heute Museen sind, wie beispielsweise in der Gemeinde Norberg, bei Falun (heute ein Weltkulturerbe), Skinnskatteberg und Eisen- bzw. Kupferhütten, wie Engelsberg (auch ein Weltkulturerbe), Riddarhyttan u. a.
1986 wurde das Ekomuseum Bergslagen als ein Netzwerk, bestehend aus sechs Gemeinden und zwei Provinzialmuseen in Dalarna und in Västmanland, gegründet. Das Ekomuseum betreut ungefähr 60 historische Stätten vom Schloss Strömsholm in Strömsholm und dem See Mälaren im Süden, bis nach Fredriksberg und Ludvika im Norden.
An anderen Orten wird noch immer Bergbau (Garpenberg: Zink, Blei, Kupfer) bzw. Eisen- und Stahlverarbeitung betrieben.
Der Name Bergslagen ist auch heute noch in einigen Objekten der Verkehrsinfrastruktur zu finden, und zwar in der Fernstraße Bergslagsdiagonalen, den Bahnstrecken Bergslagsbanan und Bergslagspendeln, dem Bergslagskanalen sowie dem Wanderweg Bergslagsleden.

## Übersichtskarte

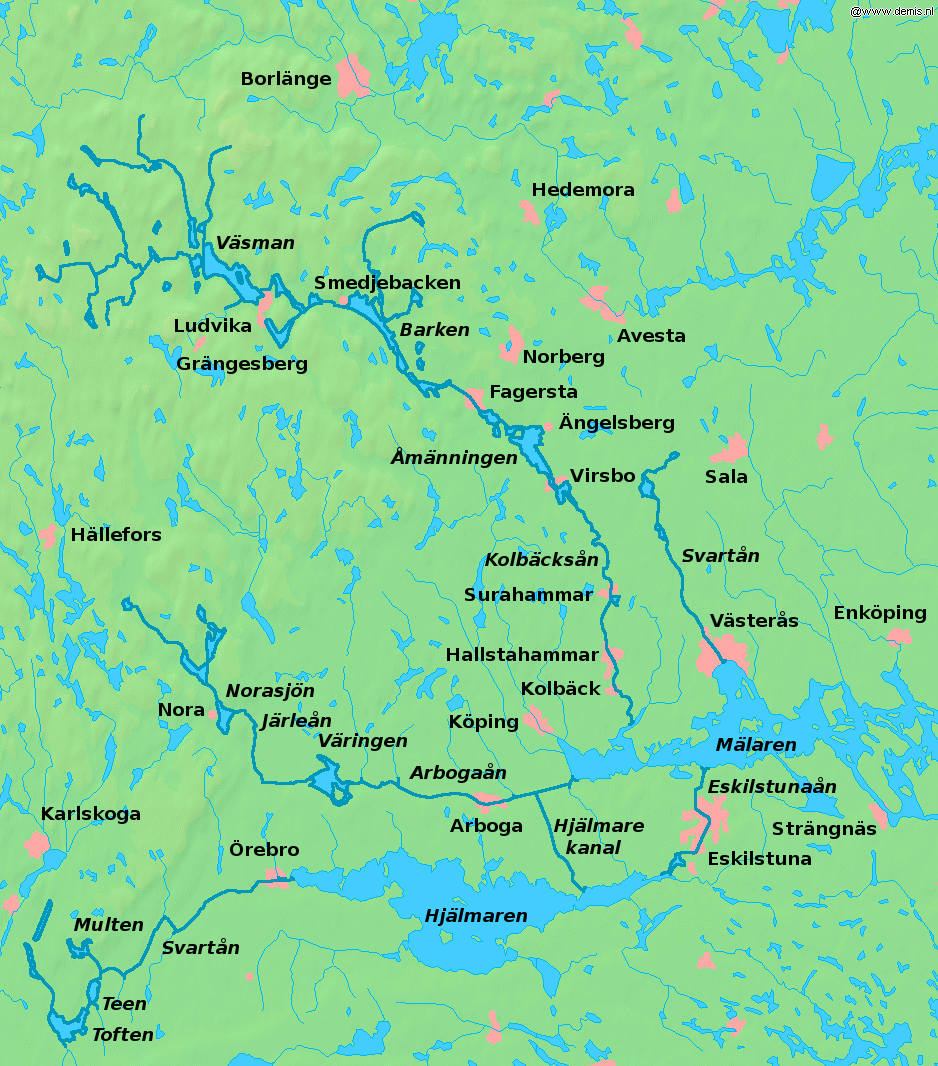
Das Gebiet Bergslagen hat reichlich Wasserkraft durch Kolbäcksån, Arbogaån, Svartån, die alle in den Mälaren münden. Falun, Borlänge, Hedemora und Avesta liegen beim nördlichen Fluss Dalälven. Diagonal durch das Gebiet zieht sich der Strömsholm-Kanal.